# 凯约·佩赫科宁
凯约·佩赫科宁（芬蘭語：Keijo Pehkonen，1964年11月11日—），芬兰男子摔跤运动员。他曾代表芬兰参加世界摔跤锦标赛，获得一枚铜牌。他也曾参加1988年和1992年夏季奥林匹克运动会。